# Джуліо Альбероні
Джуліо Альбероні (італ. Giulio Alberoni; 31 травня 1664 — 26 червня 1752) — державний діяч королівства Іспанія, фактичний голова уряду в 1717—1719 роках, кардинал.

## Життєпис

### Початок кар'єри
Походив з селянської родини. Син Джованні Альбероні, садівника, та швачки Лаури Феррарі. Народився 1664 року у селі Фйоренцуола (герцогство Парма і П'яченца). У віці 10 років став сиротою. Працював садівником до 15 років. Відзначаючись амбітністю, обрав для себе церковну кар'єру, тому навчався письма, латині. У 1680 році вивчав філософію в єзуїтів Сан-П'єтро.
Потім працював при соборі в П'яченці, потім, здобувши собі прихильність равеннского віце-легата Барні, отримав можливість вступити в духовне звання. 1690 року висвячено на священника. У січні 1691 року став парохом Санті Назаро-е-Цельс. З 1696 року перебував у Римі, де вивчив французьку мову.
Під час Війни за іспанську спадщину у 1702 році знайомиться з французьким генералом Луї Жозефом де Вандомом, коханцем якого Альбероні став. У 1706 році разом з Вандомом перебирається до Франції. У Парижі зумів завоювати підтримку короля Людовика XIV.
У 1711 році як секретар Вандома прибув до Іспанії. 1712 року після смерті Вандома отримав призначення посланця Парми при дворі короля Філіппа V. Тут здобув підтримку Марії-Анни де ла Тремуйль, княгині Урсіно, яка сприяла призначенню Джуліо Альбероні керуючим справами герцога Парми.
1714 року виступив посередником при укладанні шлюбу іспанського короля з Ізабеллою Фарнезе. Очолював посольство, яке привезло останню до Іспанії.

### Урядування
1717 року папа римський Климент XI призначив його кардиналом-дияконом Сант-Адріано. В тому ж році стає першим міністром королівства, герцогом і грандом Іспанії та єпископом Малаги. У внутрішній політиці він намагався відновити підірване війною господарство, а у зовнішній — відновити вплив Іспанії в Європі, насамперед в Італії.
Для посилення економіки розпочав політику меркантилізму в дусі Кольбера. Позбавлені свого особливого становища провінції перейшли під керування інтендантів, які були зв'язком між Радою Кастилії (вищим органом влади) та місцевою владою. Знать стала поступово втрачати своє провідне положення на користь бюрократії. Альбероні створив регулярну поштову службу з іспанськими колоніями в Америці та нову школу навігації, в яку могли вступити лише шляхтичі. також перемістив Каса-де-Контратасьйон (урядову установу, що займалася колонізацією) з Севільї до Кадису.
Уклав договір з очільником шведською зовнішньої політики ]Георгом фон Герцом, плануючи після укладання мирного договору між Швецією та Російською імперією, спільно виступити проти Англії. Водночас в Шотландії спровокувати повстання якобитів. Головною метою було послаблення Англії та її союзниці Австрії. При цьому Альбероні планував об'єднати Іспанію та Францію під владою Філіппа V. Втім такі занадто амбітні плани спровокували утворення Четверного альянсу в складі Англії, Австрії, Франції, Голландської республіки, до яких невдовзі долучилося Савойське герцогство.
Іспанія першою почала бойові дії. Доволі швидко вдалося захопити Сардинію та ключові сицилійські міста Палермо і Мессіна. Але шведській флот зазнав поразки біля Штральзунда, в 1718 році загинув короля Карл XII. Невдовзі в битві біля Пассаро (неподалік Мессіни) було знищено іспанський флот.
У 1719 року у Франції було розкрито змову на користь Філіппа V. Протягом того ж року австрійські війська відвоювали Сицилію. Спроба підняти повстання в Шотландії виявилася невдалою. У відповідь франко-англійський флот атакував порт Віго, куди прибували судна Срібного флоту з Нової Іспанії. Бойові дії почалися у французькій Луїзіані (Північна Америка). Зрештою загальні невдачі призвели до того, що 5 грудня 1719 року король відправив Альбероні у відставку, а 1720 року було укладено Гаазький мирний договір.

### Після відставки
У день відставки, незважаючи на підтримку королеви Ізабелли, вимушений був залишити Іспанію. Також папа римський Климент XI заборонив йому перетинати кордони Папської області. Альбероні також був у небезпеці в австрійських і савойських володіннях. Уникнув арешту в Генуї, сховався в Апеннінських горах. Він переховувався до 1721 року, доки папа римський не помер. Тоді прибув на конклав, де сприяв обранню Інокентію XIII.
1724 року претендував обратися новим папою римським, але йому не вистачило двох голосів. За нового понтифіка Бенедикта XIII втратив вплив й вимушений був залишити Рим. Мешкав у маєтку в Кастель-Романо. Втім 1728 року стає кардиналом-священником Сан-Кризогоно. 1734 року новий папа римський Климент XII призначив його легатом (губернатором) в Равенні. Намагався приєднати до Папської області республіку Сан-Марино, але без успіху.
1740 року отримав чин кардинала-протопресвітера (голови кардиналів-священників) Сан-Лоренцо-ін-Лучіно. Перебрався до П'яченци, де заснував Колегіум Альбероні. Помер 1752 року, заповівши 60 тис. дукатів колегіуму.

## План Альбероні
У 1735 Альбероні в Римі, Відні та Лондоні оприлюднив свій проект встановлення в християнській Європі стабільного і тривалого миру. Для цього слід розділити Османську імперією між провідними європейськими країнами.
Герцог Карл Фрідріх Гольштайн-Готторп повинен був стати Константинопьським імператором (натомість саме герцогство Гоштейн-Готторп мало перейти до Данії), Австрія Габсбургів повинна була отримати Боснію, Сербію, Славонію, Македонію та Валахію; Російській імперії — азовське узбережжя та Крим (натомість передати Швеції свою частину Фінляндії); Франції — Туніс, Іспанії — Алжир; Португалії — Триполітанію; Великій Британії — Крит та Ізмір; Голландії — Родос та сирійську область біля Алеппо; Сардинському королівству — Кіпр; Пруссії — Евбею з сусідніми островами; Речі Посполитій — Молдавію і Буджак; Венеції — Далмацію і Морею, Генуї — Левкаду; острови Егейського моря — дрібним князям Німеччини. По завершенню війни в Регенсбурзі повинен запрацювати загальноєвропейських конгрес, який би запобігав війнам у Європі.